# Pasquale Lagravinese
Pasquale Lagravinese (Cisternino, 29 ottobre 1884 – 31 luglio 1963) è stato un avvocato e politico italiano, deputato all'Assemblea Costituente.

## Biografia
Componente della illustre famiglia Lagravinese di Cisternino, fratello del medico Nicola Lagravinese, viene ricordato dai compaesani anche per essere stato scrittore e poeta.
Il suo impegno parlamentare si limitò esclusivamente nell'assemblea costituente per il Fronte dell'Uomo Qualunque. Si rese protagonista di 4 interventi:
- Modificazioni al decreto legislativo 10 marzo 1946, n.74, per l'elezione della Camera dei Deputati
- Modificazioni al Codice penale per la difesa delle istituzioni repubblicane
- Amnistia e indulto a favore di produttori agricoli per lievi infrazioni agli ammassi
- Proposte di aggiunte al Regolamento della Camera